# Рошон Фиган
Рошон Бернанд Фиган (енгл. Roshon Bernard Fegan; Лос Анђелес (Калифорнија), 6. октобар 1991) је амерички репер, глумац, пјевач, плесач и мушки модел. Најпознатија улога му је у филму Camp Rock гдје тумачи улогу Сандера Лојера.

## Биографија
Рошон је рођен у Лос Анђелесу 6. октобра 1991. године. Његови родитељи су Кајон и Рој. Отац му је такође амерички глумац, Рој Фиган. Рошон је одувек волио глуму и реповање. То је наследио од оца.

## Каријера
Рошон је глумио Сандера Лојера у филму Camp Rock. Друга по реду најпознатија улога му је у Shake it up, као Тај Блу, старији брат Роки Блу (Зендеја Колман) и као-брат од Сиси Џоунс (Бела Торн). Рошон је јако добар плесач. Учествовао је у шоу
Dancing with the stars.

## Филмографија
| Улоге Рошона Фигана |                              |               |       |          |
| Година              | Српски назив                 | Изворни назив | Улога | Напомена |
| 2004.               | Спајдермен 2                 |               |       |          |
| 2006.               | Манк                         |               |       |          |
| 2008.               |                              |               |       |          |
| 2008.               | Рокенрол камп                |               |       |          |
| 2010.               | Рокенрол камп 2: Финални џем |               |       |          |
| 2010–2013.          | Играј!                       |               |       |          |
| 2011.               |                              |               |       |          |
| 2012.               |                              |               |       |          |
| 2012.               |                              |               |       |          |

## Дискографија
- (2011)RO•SHON
- (2013)Shake It Up: I Love Dance